# Callicore brome
Pour les articles homonymes, voir Brome (homonymie).
Espèce
Callicore brome est une espèce de lépidoptères (papillons) de la famille des Nymphalidae, de la sous-famille des Biblidinae et du genre Callicore.

## Systématique
L'espèce Callicore brome a été décrite par Louis Doyère en 1840 sous le protonyme de Catagramma brome.

## Noms vernaculaires
Callicore brome se nomme Four-spotted Eighty-eight en anglais.

## Liste des sous-espèces
- Callicore brome brome ; présent au Costa Rica et au Venezuela.
- Callicore brome angusta Attal, 2000 ; présent au Costa Rica.
- Callicore brome danieli Attal & Crosson du Cormier, 2003[1].

## Description
Callicore brome est un papillon d'une envergure d'environ 41 mm au bord externe des ailes postérieures festonné. Le dessus est de couleur noire avec aux ailes antérieures une large bande jaune d'or au milieu de l'aile et aux ailes postérieures une large bande centrale bleu métallisé.
Le revers des ailes antérieures présente la même large bande jaune d'or que le dessus avec en plus une rayure beige soulignant l'apex alors que les ailes postérieures sont ornementées d'une rayure crème en volute et au centre de quatre marques bleu métallisé centrées de blanc.

## Écologie et distribution
Callicore brome est présent au Costa Rica et au Venezuela. Sa présence en Équateur et en Colombie reste à confirmer,.

### Protection
Pas de statut de protection particulier.